# Hitachiōmiya (Ibaraki)
Hitachiōmiya  (常陸大宮市  Hitachiōmiya-shi?) es una  ciudad situada en la Prefectura de Ibaraki, en Japón.
La ciudad, tiene cinco subdivisiones: Ōmiya, Yamagata, Miwa, Ogawa y Gozenyama, basado en las antiguas municipalidades.

Al 1 de diciembre de 2013, Hitachiōmiya, tenía una  población 43.437 habitantes y una densidad poblacional de 125 personas por km². La superficie total es de 348,38 km². 

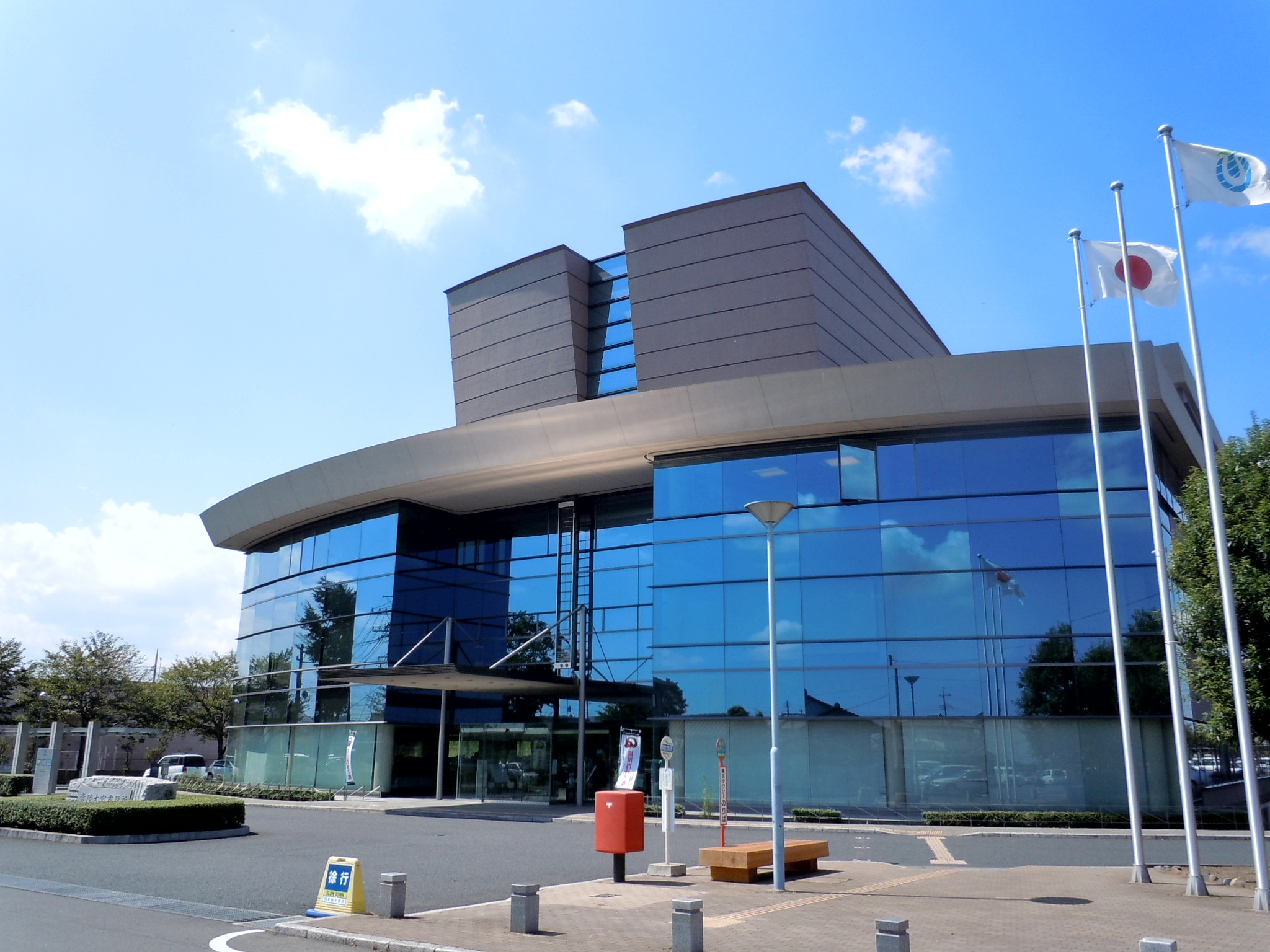
Ayuntamiento de Hitachiōmiya.

## Creación de la ciudad
La moderna ciudad de Hitachiōmiya se estableció el 16 de octubre de 2004, de la fusión del pueblo de Ōmiya (大宮町　Ōmiya-machi),  con las villas de Miwa (美和村 Miwa-mura) y de Ogawa (緒川村 Ogawa-mura) ambas desmembradas del Distrito de Naka (那珂郡 Naka-gun), y del pueblo de Yamagata (山方町 Yamagata-machi) y de la villa de Gozenyama (御前山村 Gozenyama-mura) ambos desmembrados del Distrito de Higashiibaraki (東茨城郡 Higashiibaraki-gun.

## Geografía
La población se encuentra ubicada al noroeste de la Prefectura de Ibaraki, y limita con la prefectura de Tochigi.
Su territorio limita al norte con  Daigo; al este con Naka; al sur con  Shirosato, y al oeste con Motegi,  Nasukarasuyama, y  Nakagawa pertenecientes estas tres últimas a la Prefectura de Tochigi.
Por su territorio fluyen los ríos Naka y Kuji.

## Industria y comercio
El parque industrial principal de la ciudad cuenta con fábricas, como Tostem Mito Co., Ltd., Ibaraki Glico Co., Ltd., Hitachi Zōsen Corporación, etcétera. La ciudad es un centro agrícola de importancia.

## Sitios de interés
Posee varios parques, como el parque natural Prefectural Gozenyama cerca a la represa Gozenyama (御前山ダム) y el Parque Acuático Tatsunokuchi de Ōmiya. 
Cuenta con el santuario sintoísta Torinokosan cerca de la frontera con la Prefectura de Tochigi, y con una antigua capilla Gion, en donde realizan el festival o Gion matsuri (祇園祭), entre otros. 

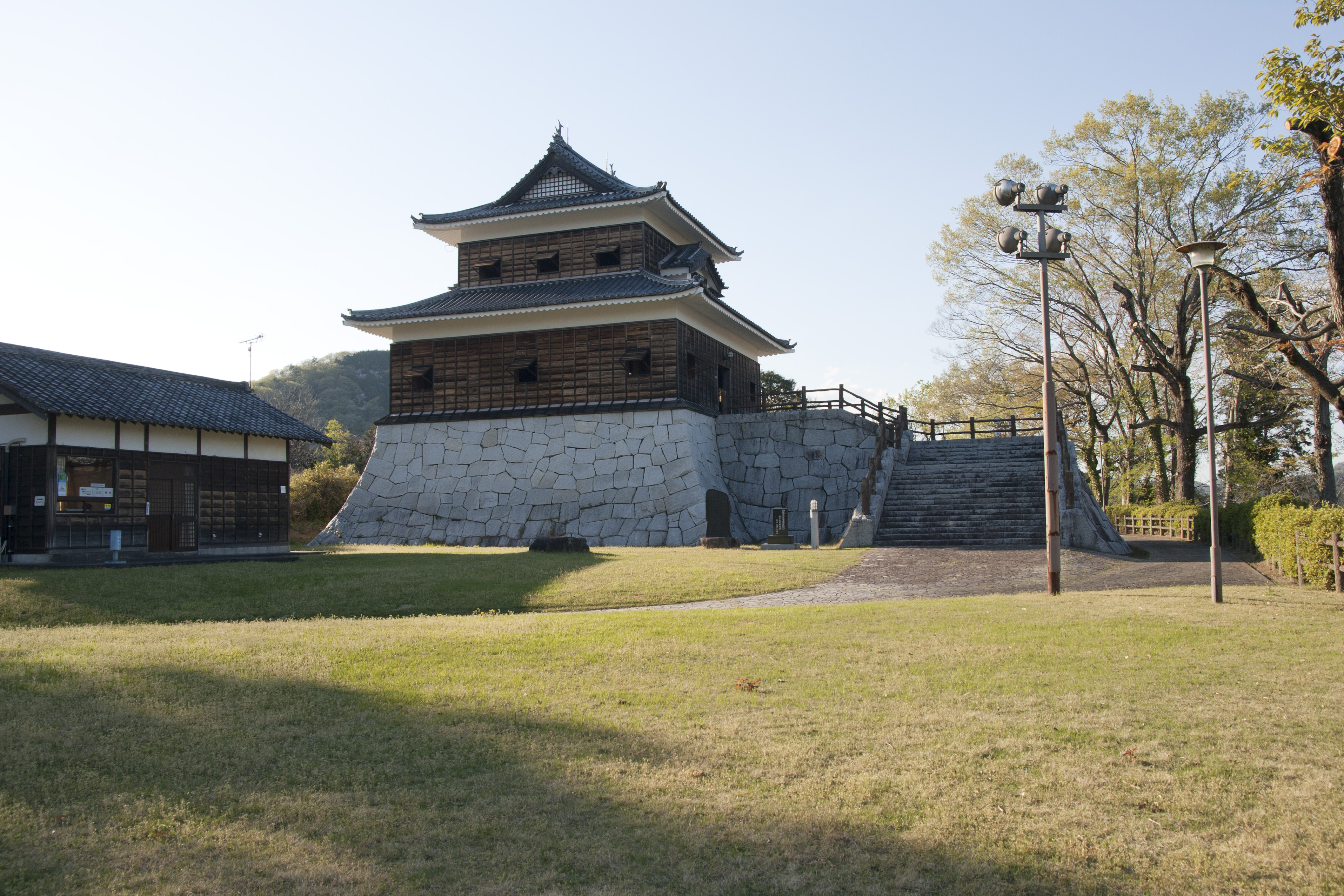
Mirador en el sitio del Castillo Yamagata.

Posee las ruinas del Castillo Yamagata, que es un castillo pequeño que se construyó durante la época feudal.

## Castillo Yamagata (Hitachi)

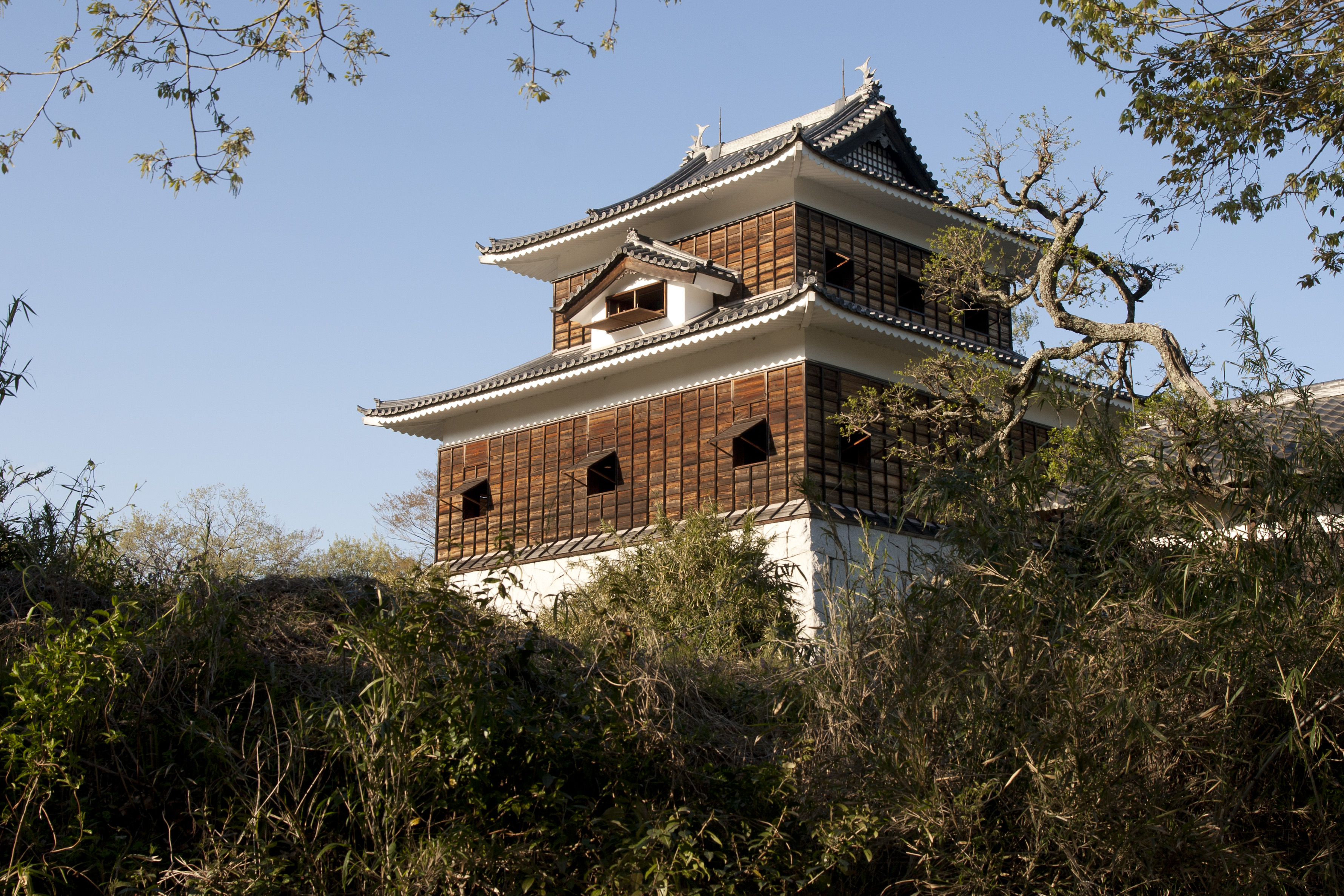
Mirador en el sitio del Castillo Yamagata.

El Castillo Yamagata  (山方城, Yamagata-jō) de Hitachi, fue un castillo japonés de planicie (平城 hirashiro) sobre una meseta junto al río Kuji, ubicado  en  Yamagata en esta ciudad de Hitachiōmiya. 
Era un castillo del Período Sengoku. 
Se desconoce la fecha de erección del castillo, y se atribuye su construcción al clan Yamagata (山方氏). 
En el siglo XV gobernaba el castillo el clan Satake (佐竹氏 ).
Dirección: 〒319-3111, 313 Yamagata, Hitachiōmiya, Ibaraki.
Planos y vistas satelitales: 36°38′02.3″N 140°23′37.5″E / 36.633972, 140.393750

## Transporte

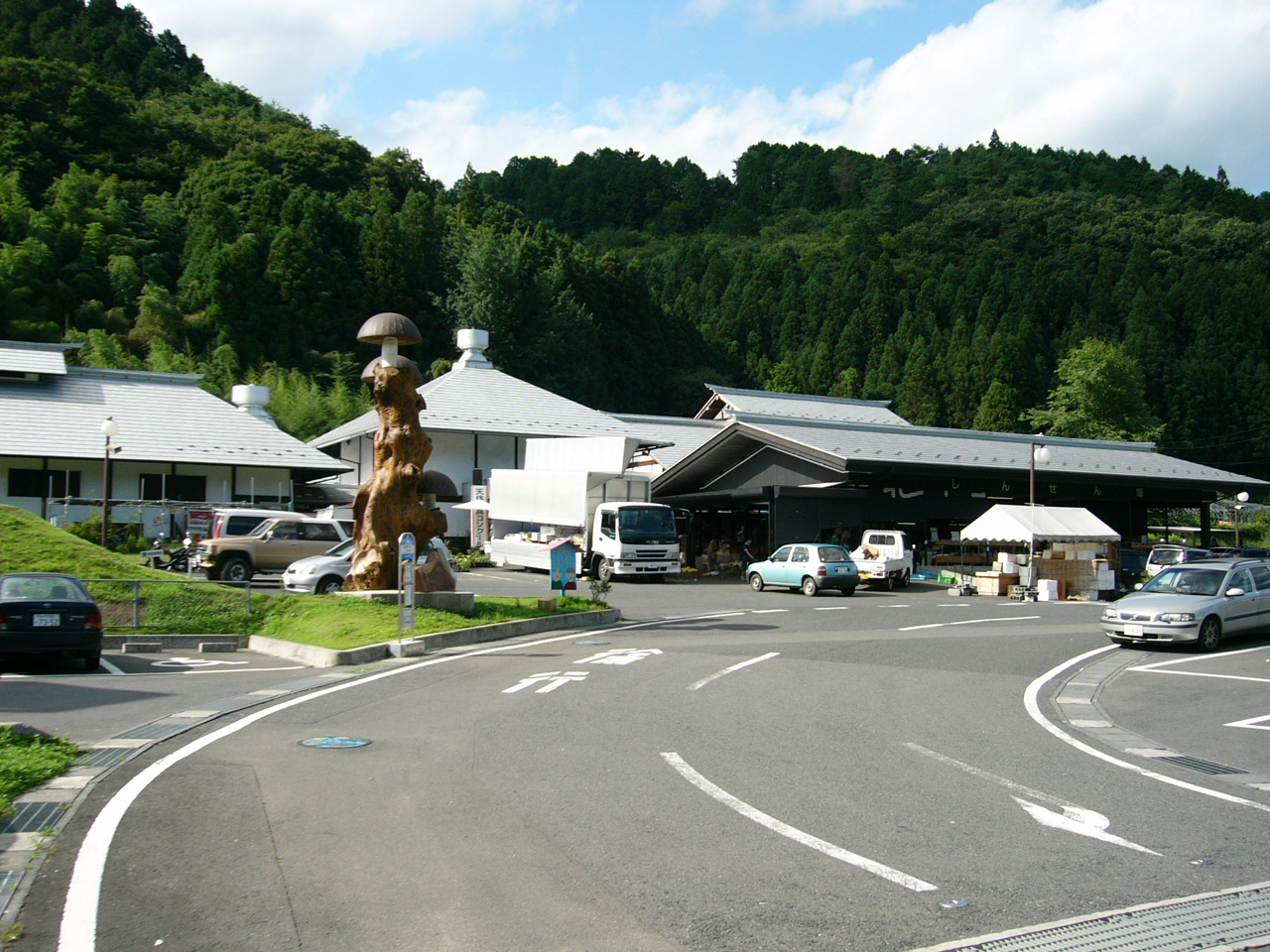
Estación vial de Miwa.

Por la Ruta Nacional 118 o por la Ruta Nacional 123 al sureste, está comunicada con la capital de la prefectura, la ciudad de Mito.
Por la Ruta Nacional 293 al este, se comunica con  Hitachiōta y Hitachi. 
Por la Ruta Nacional 123 o por la Ruta Nacional 293 al oeste, se comunica con la capital de la Prefectura de Tochigi, la ciudad de Utsunomiya.
Dispone de cinco estaciones: “Shimoogawa Station“, “Nakafunyu Station”, “Yamagatajuku Station”, “Nogamihara Station” y “Tamagawamura Station” dentro de la ciudad para acceder a la vía férrea “Línea Suigun" para desplazarse a la ciudad de Mito, y tomando esa línea al norte se comunica con la Prefectura de Fukushima.